# ロボハンター 霊幻暗黒團大戦争
『ロボハンター 霊幻暗黒團大戦争』(ろぼはんたー れいげんあんこくだんだいせんそう、原題“Robo Vampire”)は、1988年の香港・アメリカ合作映画。
日本でのテレビ放映時の題名は『キョンシー軍団対改造人間ロボハンター』『激突!キョンシー軍団対改造人間ロボハンター』『ロボ・バンパイアー』『ロボバンパイア/霊幻暗黒団大戦争』と複数あり、本項目ではビデオソフトの邦題にて記載した。

## 概要
アメリカのSFアクション映画『ロボコップ』の大ヒットを受けて、その真似をして作られた実写特撮SFホラーアクション映画である。ロボコップを真似した主人公のほか、敵役として、これまた香港映画『霊幻道士』発の大ヒットキャラクターであるキョンシーを登場させ、「ロボコップ(風サイボーグ)VSキョンシー、夢の対決」を実現させたのが見所。
香港電影博'88特別招待作品。

## ストーリー
悪のキョンシー軍団に殺されたインターポールの刑事トニーが、強靭なボディーを持つサイボーグ『ロボハンター』として甦り、キョンシー軍団と対決する。

## スタッフ
- 監督：ジョー・リヴィングストン
- 脚本：ウィリアム・パーマー
- 製作・プロダクションデザイン：トーマス・タン
- アソシエイトプロデューサー：ダリー・イェン
- 音楽：アラン・ウィルソン
- 撮影：アンソニー・マン
- 編集：ジョージ・ルイス
- アートディレクション：リック・ローズ
- セット装飾：ジェリー・クロス
- 衣装デザイン：ダニー・シェル
- メイクアップ：ミリー・マイヤー
- 音響効果：ティモシー・ハート
- 特殊効果：フランク・ウォルトン
- 会話コーチ：レスリー・ウルフ

- 製作会社：エデン・エンターテインメント、フィルマーク

## キャスト
- ハリー・マイルズ
- ジョー・ブラウン
- ダイアナ・バーン
- ニック・ノーマン
- ロビン・マッケイ
- ニアン・ワッツ
- ジョージ・トリポス
- デイヴィッド・ボーグ
- アラン・ドゥルリー
- ソラポン・チャットゥリー (クレジットなし)

### 日本語吹替版
テレビ東京の深夜枠にて放送。その後は地方局でも放送された。
声の出演は沢木郁也、曽我部和恭、堀之紀ほか。

## 映像商品
日本では、(株)にっかつ／にっかつビデオフィルムズ(株)よりビデオソフトが発売され、続いて姉妹編『ロボ道士 エルム街のキョンシー』もビデオ発売されたが、両作とも国内盤DVD化されていない(2011年10月現在)。